# Färgelanda (comune)
Färgelanda è un comune svedese di 6 655 abitanti, situato nella contea di Västra Götaland. Il suo capoluogo è la cittadina omonima.

## Località
Nel territorio comunale sono comprese le seguenti aree urbane (tätort):
- Färgelanda
- Högsäter
- Ödeborg
- Stigen